# Dan obuke
Dan obuke (eng. Training Day) je američki kriminalistički film snimljen 2001. godine.

## Glumci
- Denzel Washington - Alonzo Harris
- Ethan Hawke - Jake Hoyt
- Scott Glenn - Roger
- Tom Berenger - Stan Gursky
- Harris Yulin - Doug Rosselli
- Raymond J. Barry - Lou Jacobs
- Cliff Curtis - Smiley
- Dr. Dre - Paul
- Snoop Dogg - Blue
- Macy Gray
- Charlotte Ayanna - Lisa Hoyt
- Eva Mendes - Sara Harris
- Nick Chinlund - Tim
- Jaime Gomez - Mark
- Raymond Cruz - Sniper
- Noel Gugliemi - Moreno
- Seidy López - Dreamer
- Denzel Whitaker – Dimitri

## Vanjske poveznice:
- Dan obuke u internetskoj bazi filmova IMDb-a
- Dan obuke na Rotten Tomatoes
- Dan obuke na Box Office Mojo